# Drozd cvrčala
Drozd cvrčala (Turdus iliacus) je středně velký zpěvný pták z čeledi drozdovití. Hnízdí jednotlivě, při tazích se sdružuje do větších, většinou více než 200členných hejn. Často jej můžeme spatřit také ve společnosti drozdů zpěvných, kvíčal a brávníků, kosů či špačků.

## Taxonomie
Vyskytuje se ve dvou poddruzích.
- T. i. iliacus - drozd cvrčala eurosibiřská žije ve většině areálu.
- T. i. coburni - drozd cvrčala islandská obývá Island.[2]

## Popis
- Délka těla: 21–23 cm
- Rozpětí křídel: 33–35 cm
- Hmotnost: 50–80 g

Drozd cvrčala je něco menší než jeho hojnější příbuzný drozd zpěvný. Od ostatních středoevropských druhů drozdů jej rozpoznáme díky výraznému bílému pruhu nad očima a načervenalému opeření na bocích. Hřbet, hlavu a poměrně krátký ocas má tmavě hnědé, břicho bílé s hnědým čárkováním, končetiny a štíhlý zašpičatělý zobák žlutohnědý. Obě pohlaví jsou zbarvena stejně, mladí ptáci jsou na hřbetě okrově hnědí.

## Hlas
Jde zpravidla o plachého ptáka, kterého můžeme ve volné přírodě mnohem častěji zaslechnout než spatřit. Zpěv je složený se švitořivých a flétnovitých tónů.

## Rozšíření
Hnízdí v rozmezí od severní Evropy po Kamčatku. Severoevropské populace na zimu početně migrují do střední a západní Evropy (v České republice nepravidelně hnízdí v počtu maximálně několika párů). Evropská populace je v současné době odhadována na 31 – 42 000 000 jedinců.
Hnízdí ve vlhkých lesích a v blízkosti vodních toků.

## Hnízdění

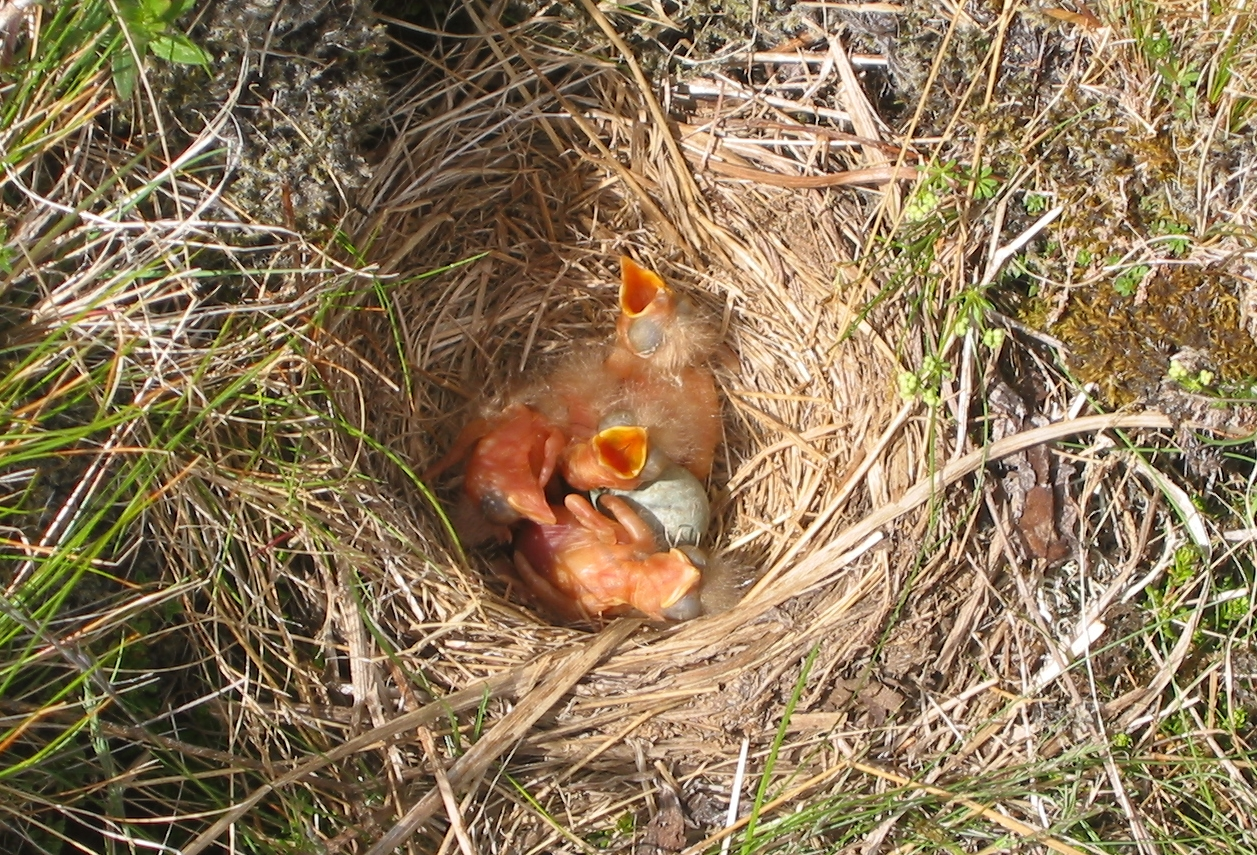
Mláďata v hnízdě

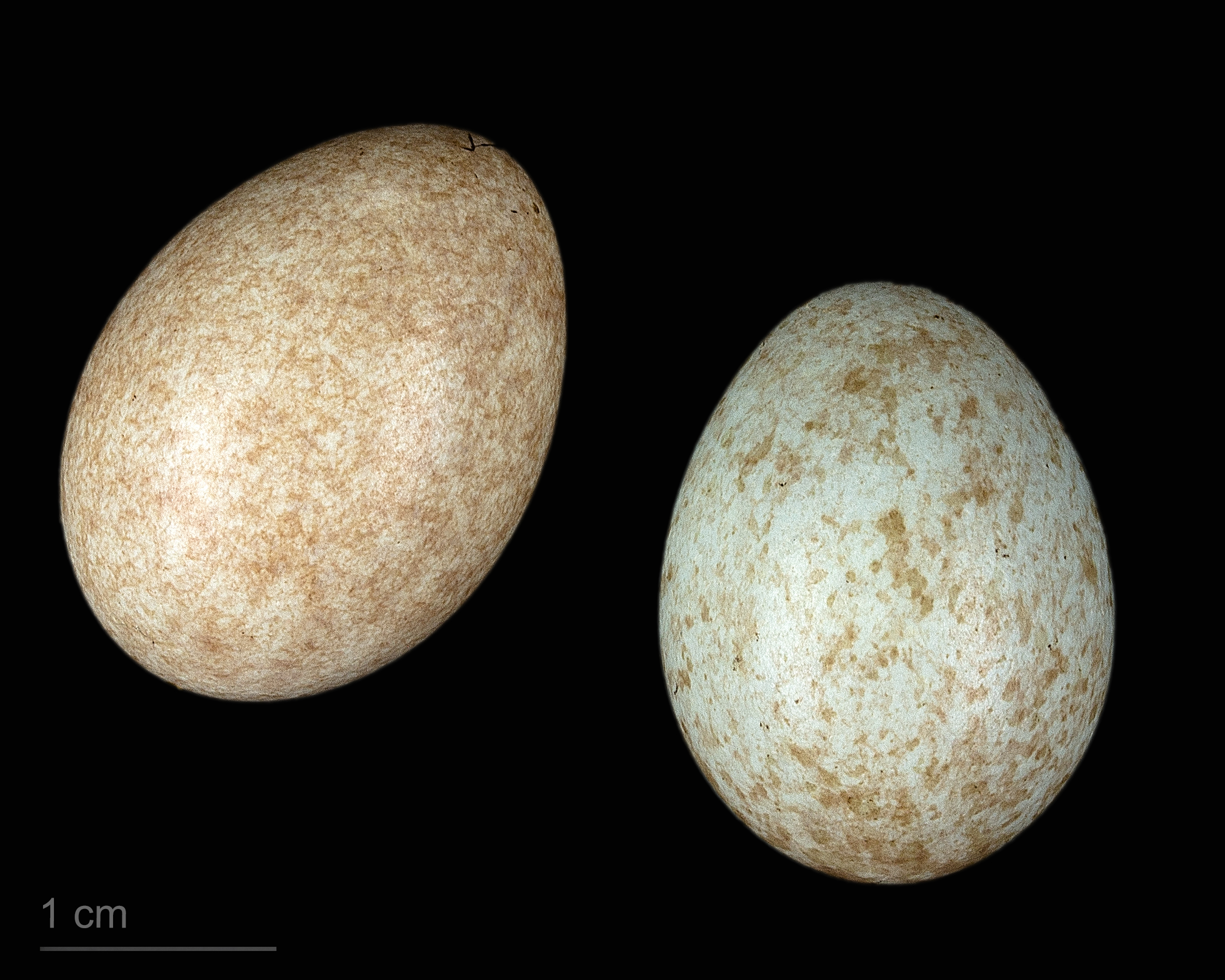
Turdus iliacus coburni

Hnízdo z travin a větviček si staví na stromech, nejčastěji asi 1,5 m nad zemí. Ročně mívá i více než jednu snůšku po 5 – 6 žlutohnědých vejcích. Jejich inkubační doba trvá kolem 14 dní.

## Potrava
Živí se drobným hmyzem a žížalami, na podzim a v zimě požírá také plody hlohu a jeřábu.